# ABO
ABO (англ. ABO, alpha 1-3-N-acetylgalactosaminyltransferase and alpha 1-3-galactosyltransferase) – білок, який кодується однойменним геном, розташованим у людей на короткому плечі 9-ї хромосоми. Довжина поліпептидного ланцюга білка становить 354 амінокислот, а молекулярна маса — 40 934.
| 10         |  | 20         |  | 30         |  | 40         |  | 50         |
| ---------- |  | ---------- |  | ---------- |  | ---------- |  | ---------- |
| MAEVLRTLAG |  | KPKCHALRPM |  | ILFLIMLVLV |  | LFGYGVLSPR |  | SLMPGSLERG |
| FCMAVREPDH |  | LQRVSLPRMV |  | YPQPKVLTPC |  | RKDVLVVTPW |  | LAPIVWEGTF |
| NIDILNEQFR |  | LQNTTIGLTV |  | FAIKKYVAFL |  | KLFLETAEKH |  | FMVGHRVHYY |
| VFTDQPAAVP |  | RVTLGTGRQL |  | SVLEVRAYKR |  | WQDVSMRRME |  | MISDFCERRF |
| LSEVDYLVCV |  | DVDMEFRDHV |  | GVEILTPLFG |  | TLHPGFYGSS |  | REAFTYERRP |
| QSQAYIPKDE |  | GDFYYLGGFF |  | GGSVQEVQRL |  | TRACHQAMMV |  | DQANGIEAVW |
| HDESHLNKYL |  | LRHKPTKVLS |  | PEYLWDQQLL |  | GWPAVLRKLR |  | FTAVPKNHQA |
| VRNP       |  |            |  |            |  |            |  |            |

A: Аланін

C: Цистеїн

D: Аспарагінова кислота

E: Глутамінова кислота

F: Фенілаланін

G: Гліцин

H: Гістидин

I: Ізолейцин

K: Лізин

L: Лейцин

M: Метіонін

N: Аспарагін

P: Пролін

Q: Глутамін

R: Аргінін

S: Серин

T: Треонін

V: Валін

W: Триптофан

Кодований геном білок за функціями належить до трансфераз, глікозилтрансфераз. 
Білок має сайт для зв'язування з іонами металів, іоном марганцю. 
Локалізований у мембрані, апараті гольджі.
Також секретований назовні.
Білок визначає групу крові людини за системою AB0.